# William Hartshorn Bonsall
William Hartshorn Bonsall (* 10. Februar 1846 in Cincinnati, Ohio; † 20. Juli 1905 in Los Angeles, Kalifornien) war ein US-amerikanischer Politiker. Im Jahr 1892 war er für eine Woche kommissarischer Bürgermeister der Stadt Los Angeles.

## Werdegang
William Bonsall besuchte die öffentlichen Schulen seiner Heimat. Trotz seiner Jugend nahm er ab 1862 als Soldat im Heer der Union am Bürgerkrieg teil. Bei Kriegsende hatte er es bis zum Major gebracht. Nach dem Krieg arbeitete er in Portsmouth in der Versicherungsbranche. Danach wechselte er noch in Portsmouth in die Zeitungsbranche. Schließlich zog er nach Elizabeth in New Jersey, wo er wieder in der Versicherungsbranche arbeitete. Außerdem gab er eine Versicherungszeitschrift heraus. Im November 1886 zog er nach Los Angeles.
In seiner neuen Heimat arbeitete William Bonsall wieder im Versicherungswesen, aber auch in der Immobilienbranche. Politisch schloss er sich der Republikanischen Partei an. Im Jahr 1891 wurde er in den Stadtrat von Los Angeles gewählt. Zwei Jahre später wurde er in diesem Mandat bestätigt. Gleichzeitig wurde er Vorsitzender dieses Gremiums. Zwischen dem 5. Dezember und dem 12. Dezember 1892 fungierte er als kommissarischer Bürgermeister von Los Angeles. Dabei überbrückte er die Zeit zwischen dem Ausscheiden von Bürgermeister Henry T. Hazard und dem Amtsantritt von dessen gewähltem Nachfolger Thomas E. Rowan.
Zwischen 1897 und 1903 gehörte Bonsall dem Vorstand des Kriegsverletztenheimes in Los Angeles an. Er war selbst Mitglied der Veteranenorganisation Grand Army of the Republic. William Bonsall starb am 20. Juli 1905 in Los Angeles.